# 大宮以季
大宮 以季（おおみや もちすえ）は、幕末の公家、明治・大正期の宮内官、政治家、華族。貴族院子爵議員。旧姓・小倉。

## 経歴
左近衛権中将・小倉輔季の八男として生まれる。大宮公典の死後に家督を継承。文久3年11月28日（1864年1月7日）従五位下に叙され、1873年（明治6年）9月29日に元服した。1884年（明治17年）7月8日、子爵を叙爵した。
1887年（明治20年）9月、明宮（大正天皇）勤務となる。以後、東宮侍従、大喪使祭官、歌御会始講頌などを務めた。
1897年（明治30年）7月10日、貴族院子爵議員に選出され、研究会に所属して活動し、1925年（大正14年）7月9日まで4期在任した。

## 系譜
- 父：小倉輔季
- 母：家女房[9]
- 養父：大宮公典
- 妻：政子（大宮政季長女、離縁）[1]
- 養子：大宮公孝（小倉英季四男）[1]
- 次女：大宮智栄（善光寺大本願法主）